# Magyarszentmiklós
Magyarszentmiklós je vas na Madžarskem, ki upravno spada pod podregijo Nagykanizsai Županije Zala.